# Wiwaxia
Wiwaxia byl rod živočichů obývajících oceán Prototethys v období kambria. Jeho fosilizované otisky jako první nalezl roku 1899 George Frederick Mattthew na kanadské hoře Wiwaxy Peak (název znamená v jazyce domorodého kmene Nakoda Větrná hora). Stovky exemplářů byly objeveny v Burgesských břidlicích, další pocházejí z Číny, Austrálie i české lokality Buchava.
Dosahovali maximální délky okolo 5 centimetrů, tělo bylo zploštělé, oválného tvaru. Plazili se po mořském dně, měkké tělo měli shora kryto krunýřem ze skleritů překrývajících se jako šiška, hřbet byl opatřen dvěma řadami dlouhých ostnů, sloužících patrně jako ochrana před predátory. Na spodní straně těla byla umístěna ústa s dvěma řadami zubů. Jejich potravu pravděpodobně tvořily sinice rodu Morania.
Systematické zařazení rodu Wiwaxia je předmětem sporů: někteří paleontologové je považují za měkkýše, jiní za kroužkovce, podle další teorie patří do kladu Halwaxiida.
Zatím byly popsány čtyři druhy:
- W. corrugata
- W. foliosa
- W. papilio
- W. taijiangensis